# Kanarieginst
Kanarieginst (Genista canariensis) är en ärtväxtart som beskrevs av Carl von Linné. Kanarieginsten ingår i släktet ginster, och familjen ärtväxter. Inga underarter finns listade i Catalogue of Life.

## Utbredning
Kanarieginstens ursprungliga utbredningsområde är just på Kanarieöarna, men arten har introducerats och förvildats i många delar av världen, inklusive Australien, Indien, Sri Lanka och USA.

## Bildgalleri

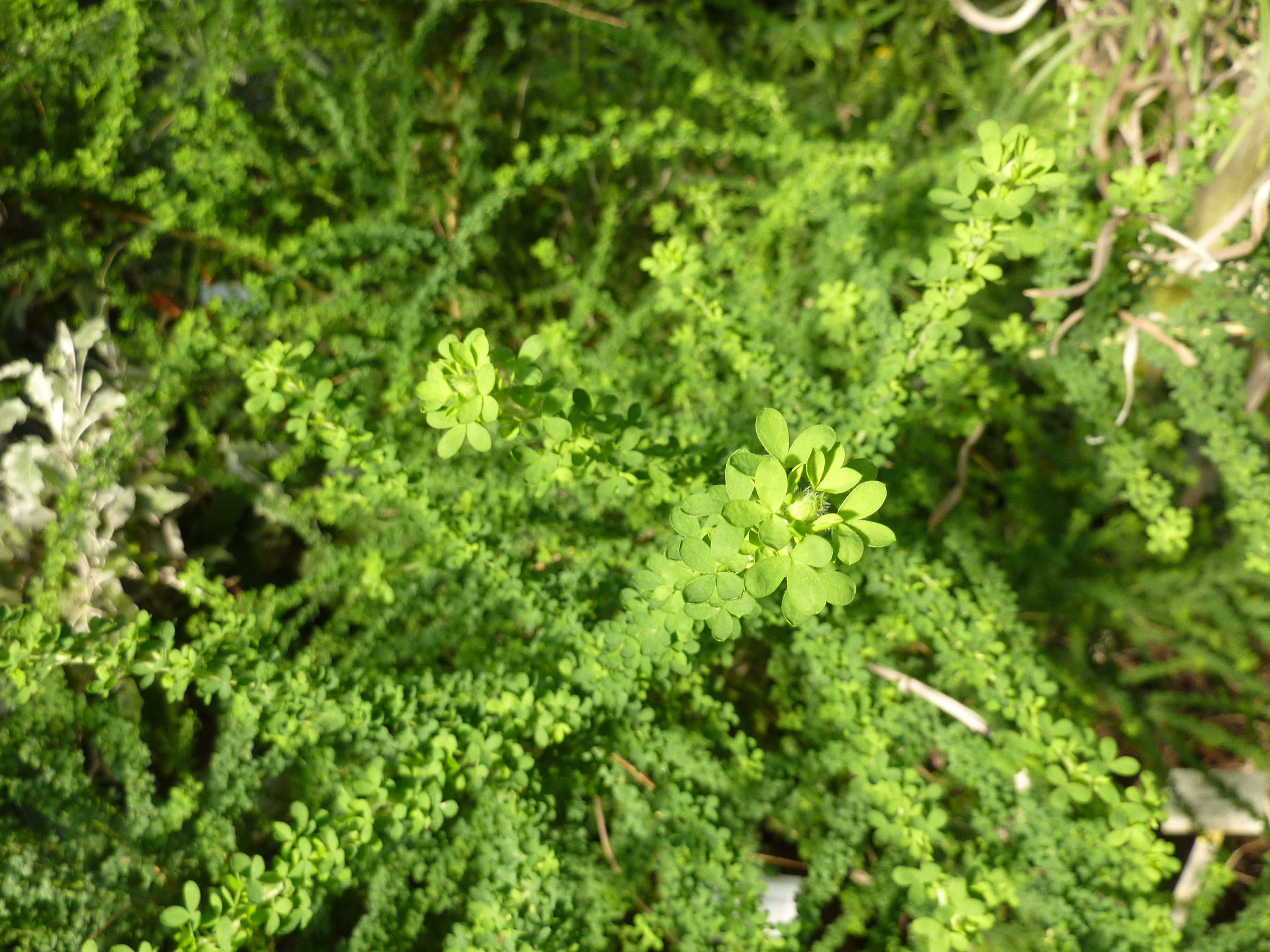
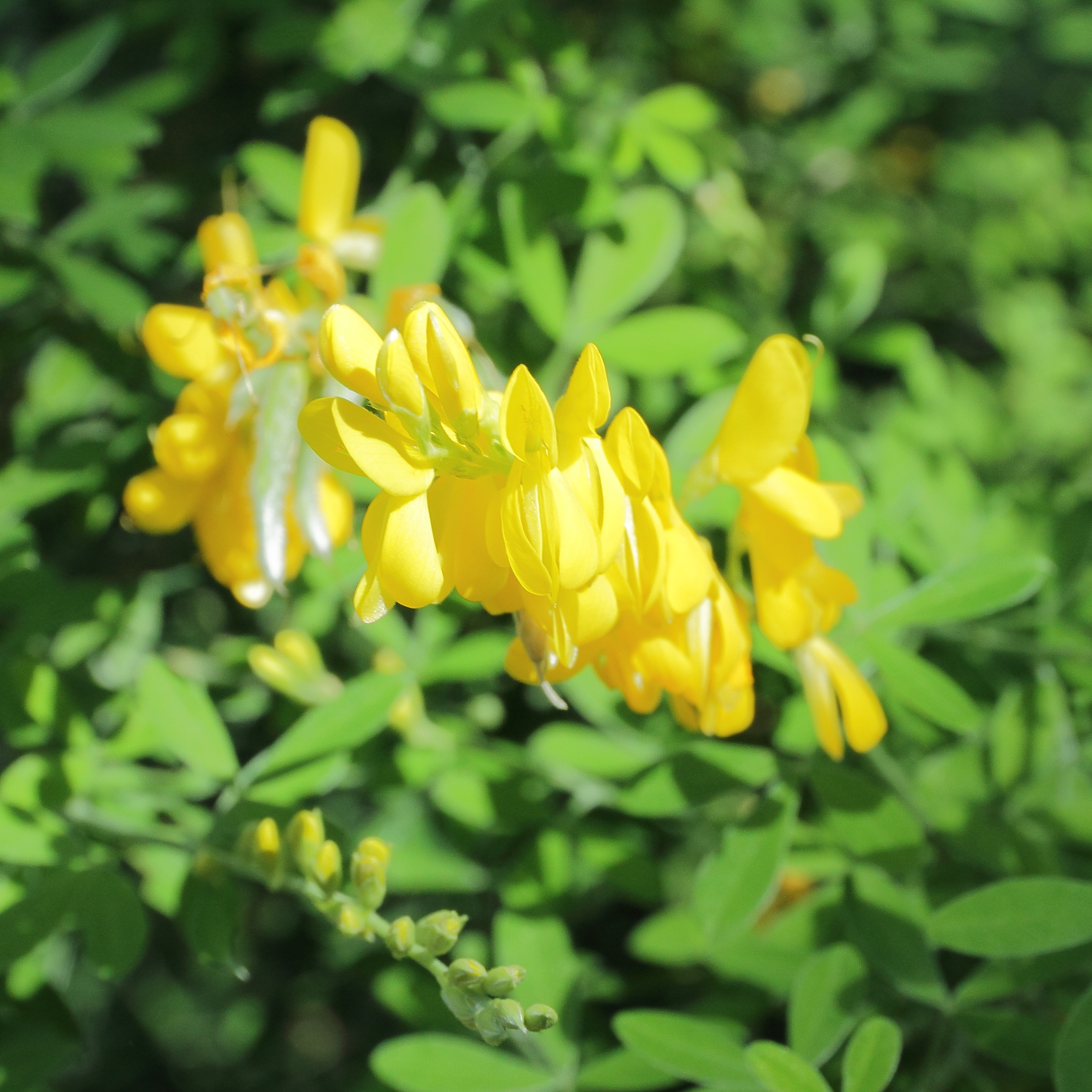